# Grand Alliance for China's Reunification under the Three Principles of the People
Grand Alliance for China's Reunification under the Three Principles of the People is een pro-Kwomintang politieke vereniging die in Taiwan (de Republiek China) de hereniging van het Chinese Vasteland met het eiland Taiwan propageert. De vereniging is van mening dat de hereniging alleen op basis van de Drie principes van het volk van Sun Yat-Sen zal plaatsvinden en een de jure onafhankelijk Taiwan tegen moet worden gehouden. De vereniging is actief in Taiwan, Canada en de Verenigde Staten.
De vereniging werd officieel in 1982 in het Chungshan Building op de berg Yangmingshan (Taipei) opgericht. Bij de oprichting waren 1600 mensen aanwezig. Onder de mensen bevonden zich overheidsambtenaren, religieuze leiders, onderwijzers, ondernemers en politieke vluchtelingen van het Chinese Vasteland. De reden voor de oprichting was om de mening van de hereniging met het Vasteland te bundelen tot één centraal orgaan
De vereniging heeft wereldwijd lokale afdelingen opgericht. Deze bevinden zich vooral in Canada en de Verenigde Staten. In oktober 2012 werd voor het 29e jaar dat het bestaat een bijeenkomst gehouden in het hoofdkantoor van de Noord-Amerikaanse afdelingen in San Francisco. Op het hoofdkantoor werden voorstellen gedaan aan de overheid van de Republiek China. Deze waren: het herinvoeren van de filosofie van de Drie principes van het volk als onderwijsstof in de bovenbouw van de middelbare scholen en universiteiten, het vernieuwen van de democratische verkiezingen van de wetgevende macht, waardoor ook overzeese Chinezen kunnen deelnemen aan passief kiesrecht en het laatste voorstel was dat de Republikeinse overheid de aanspraak op de Diaoyu-eilanden moet voortzetten.
Op het Chinese Vasteland is de Association for China's Peaceful Unification (中國和平統一促進會) opgericht die ook de hereniging van het Vasteland met Taiwan promoot, maar dan zoals de Alliance for the Reunification of China vanuit communistisch perspectief.

## Afdelingen in de Verenigde Staten
- Washington
- New York
- Los Angeles
- San Francisco